# Víctor Manuel Torres Mestre
Víctor Manuel Torres Mestre, deportivamente conocido como Torres Mestre (Madrid, Comunidad de Madrid, España, 31 de diciembre de 1970), es un exfutbolista y entrenador de fútbol español, que jugaba de defensa lateral izquierdo. 

## Carrera deportiva como jugador
Torres Mestre se crio como futbolista en la cantera del Real Madrid C. F. debutando en la temporada 1990-1991 tanto con el Real Madrid Castilla C. F. (2ªB) como con el primer equipo (1.ª). Permaneció en la disciplina del club merengue hasta la temporada 1992-1993, viviendo al final de la misma una efímera cesión al C. D. Logroñés (1.ª).
Su buen papel en el Real Madrid Castilla C. F. le sirvieron para que el R. C. D. Espanyol (2.ª) de José Antonio Camacho le fichase. En la entidad perica jugó 5 temporadas siendo el lateral izquierdo titular indiscutible, consiguiendo el ascenso a 1.ª división en la temporada 1993-1994 y la clasificación para la Copa de la UEFA en la temporada 1995-1996.
En la temporada 1998-1999 fichó por el F. C. Girondins de Burdeos (Ligue 1), donde se proclamó campeón de la competición liguera francesa siendo el lateral izquierdo titular y compartiendo vestuario con su excompañero en la Fábrica blanca, Iván Pérez Muñoz.
Posteriormente, en verano de 1999, regresó a España como cedido por el club francés al Deportivo Alavés (1.ª), donde siendo titular volvió a obtener una clasificación para la Copa de la UEFA formando la defensa menos goleada del campeonato liguero junto a Cosmin Contra, Antonio Karmona y Óscar Téllez. Tras salir de Mendizorroza, Torres Mestre no volvió a demostrar un nivel tan óptimo.
La temporada 2000-2001 la disputó con el R. Betis B. (2.ª) sin contar demasiados minutos en el ascenso verdiblanco, por lo que decidió emigrar al Varzim S. C. (Primeira Liga), donde no terminó la temporada por problemas personales. Posteriormente disputó sus dos últimas aventuras en activo en las categorías amateur como la 3.ª jugando en el C. F. Sporting Mahonés (2002-2005) y la 1.ª Catalana en el C. E. Premià (2005-2006), donde Torres Mestre se retiró.

## Carrera deportiva como entrenador
Torres Mestre inició su carrera como técnico en Juvenil B del Real Madrid C. F. en la temporada 2010-2011, pasando posteriormente al C. D. Badajoz (2ªB) en la temporada 2011-2012, dimitiendo (Le sustituyó su ayudante Moisés Arteaga) al fracasar ultimátum público a la directiva pacense a raíz del atraso de varios días en la nómina de un mes de la plantilla y empleados del club. Posteriormente pasó a ser entrenador de las Escuelas Fundación Real Madrid C. F. en China y Canadá, así como técnico del F. C. Ordino (Primera División de Andorra) en la temporada 2014-2015 sin llegar a terminar la temporada.

## Clubes como jugador
| Club                         | País                | Año                       |
| ---------------------------- | ------------------- | ------------------------- |
| Real Madrid Castilla C. F.   | Bandera de España   | 1990-1993                 |
| C. D. Logroñés (Cedido)      | Bandera de España   | 1992-1993 (Final de liga) |
| R. C. D. Espanyol / Espanyol | Bandera de España   | 1993-1998                 |
| F. C. Girondins de Burdeos   | Bandera de Francia  | 1998-1999                 |
| Deportivo Alavés (Cedido)    | Bandera de España   | 1999-2000                 |
| R. Betis B.                  | Bandera de España   | 2000-2001                 |
| Varzim S. C.                 | Bandera de Portugal | 2001-2002 (1.ª vuelta)    |
| C. F. Sporting Mahonés       | Bandera de España   | 2002-2005                 |
| C. E. Premià                 | Bandera de España   | 2005-2006                 |

## Clubes como entrenador
| Club                                 | País               | Año                            |
| ------------------------------------ | ------------------ | ------------------------------ |
| Real Madrid C. F. Juvenil "B"        | Bandera de España  | 2010-2011                      |
| C. D. Badajoz                        | Bandera de España  | 2011-2012 (Dimite)             |
| Escuelas Fundación Real Madrid C. F. | y                  | 2012-2014                      |
| F. C. Ordino                         | Bandera de Andorra | 2014-2015 (No termina la liga) |